# Szentháromság (Gaddi-kép)
A Szentháromság Agnolo Gaddi itáliai festő 14. századi képe, amely a New York-i Metropolitan Művészeti Múzeum európai gyűjteményének része.

## Keletkezése
A firenzei Agnolo Gaddi 1369 és 1396 között volt aktív, a Szentháromságot valószínűleg 1390 és 1396 között festette. A kép valószínűleg egy hármasoltár középső panelja volt. A festmény temperával készült falapra, háttere aranyozott. Az alkotás 135,9 × 73 centiméteres, ebből a festett felület 129,9 ×  70,8 centiméteres. A bibliai fogalom ily hatásos ábrázolása nagy hatással volt Gaddi kortársaira, különösen Lorenzo Monacóra.
A festmény a Szentháromságot jeleníti meg a kegyelem trónusa elnevezésű ikonográfiai kompozíciót használva. Ez az ábrázolási típus a 14. század közepén jelent meg, és népszerűségét a következő két évszázadban is megőrizte. Az Atya mintegy megmutatja a szemlélőnek a Fiút, aki feláldozta magát, miközben a Szentlélek galamb formájában ül a kereszt vízszintes gerendáján. A kereszt talpánál Ádám koponyája, amely az emberiséget szimbolizálja.